# Об'єднані біблійні товариства
Об'єднані біблійні товариства (англ. United Bible Societies) — міжнародна асоціація біблійних товариств різних країн світу. Ця неприбуткова та неконфесійна організація на 2006 рік поєднує 141 біблійне товариство та працює у 200 країнах.
Асоціацію створили Британське та Іноземне Біблійне Товариство та його філії, які пізніше стали окремими біблійними товариствами.
Створена 1946 року делегацією з 13 країн з початковими офісами у Лондоні й Женеві. Сучасний офіс Обʼєднаних біблійних товариств розташовано у місті Свіндон у Вілтширі в Англії.
Головною метою асоціації є переклад та розповсюдження Біблії. Українське біблійне товариство також є учасником цієї інституції.